# Scan Line Corrector
Ein Scan Line Corrector (SLC) ist ein Gerät zur richtigen Abtastung der Erdoberfläche bei Rotationsscannern in der Fernerkundung. Dabei wird gewährleistet, dass die entlang der Fluglinie aufgenommenen Zeilen sich aneinander anschließen bzw. parallel zueinander sind.
Der Ausfall dieser Funktion beim Satelliten Landsat 7 seit dem 31. Mai 2003 innerhalb des Gerätes ETM+ hat zu einer deutlichen Verschlechterung der Datenqualität geführt.